# Seventh blood vampire
『Seventh Blood Vampire』（セブンス ブラッド ヴァンパイア）とは、サンソフト内のGセクション部が製作した携帯電話向けホラーテキストアドベンチャーゲームである。公式サイトのナイトメア・プロジェクトでダウンロードすることができる。

## 概要
本作は吸血鬼を題材にしたゲームで『North』『south』『east』『west』等のコマンドを操作してストーリーを進めていく。途中、表示される選択肢により6つのエンディングに辿り着く。また、今回は制限時間内に敵から逃げる「エスケープモード」が導入された。
当初は2007年末ごろに完成する予定だったが調整が難航し、2年以上発売延期した。一時は開発中止も同然な状態だったが
、2010年12月2日から無事に配信することができた。

## あらすじ
古き伝承にいわく
世に
地を這うもの あり
空を往くもの あり
其は相容れぬもの
解け合わぬもの
然れども
共に女の腹より生れしもの
白き膜を纏いしか？
赤き膜を纏いしか？
さだめの衣を纏いて
共にこの天地を彷徨えるものなり…
とある村に住む少女、レナは病弱ながらも2人の友人や温かい家族に囲まれて幸せに過ごしていた。しかし14歳の誕生日を迎えたある日、それは一変する。物置の奥に見覚えのない扉を見つけ、その奥に進むとそこは湖の修道院。そこで彼女は驚くべき光景を目にするが、それは始まりに過ぎず・・・

## 登場人物
レナ･タウンゼント
主人公。14歳の少女。普段は大人しいがわりと頑固な性格。病弱で、特に昼間はほとんど起き上がる事も出来ない。今までの作品の主人公とは違いコミカルなつっこみをせず、いわゆる普通の反応をするので、これがホラー要素を引き立てている一因とも言える。
2人の友人、リズとマシューの事を「私の太陽」と称するほど大切に思っている。14歳になった日、自分を呼ぶ声に導かれ湖にある通称「開かずの修道院」に入り込み、そこで血だらけのもう1人の「自分」と遭遇。以来大きな事件に巻き込まれていく。
正体は人間ではなく、アーシュラ（ナタリー）とアーウィンによって作り出された央魔のヒナ。本来央魔の人格は脳内に存在するが、レナは『人間』と『冥使』として二つに分離させられており、この内『人間』の人格がレナである。
もう1人のレナ(影)
レナの二つの人格の内『冥使』としての人格。外見はレナと同じだが、長い舌と真っ赤な瞳をしている。レナが生まれた際こちらの人格は開かずの修道院に閉じ込められ、以来アーシュラやアーウィンが放り込む人間の血を貪って生きてきた。
エリザベス･ハリソン
通称リズ。レナの友人。14歳。明るく活発で面度見の良い性格。レナの事をいつも気にかけている。
マシュー･グレン
レナの友人。14歳。リズとは幼馴染。レナに片思いをしているが、レナには全く伝わっていない。お調子者だがややいじっぱりで照れ屋。アーウィンの事をあまりよく思っていない。
作中でもかなり不憫なキャラと評されている。
アーウィン･ノルティ
タウンゼント家の使用人。外見は24歳。黒髪で美形な青年。
レナには有無を言わせぬこともあるが、基本的には過保護だという。正体は人間ではなく、上級冥使（純血種）。央魔を作り出すべくアーシュラと手を組み、レナを央魔に覚醒するべく策を練った張本人。
過去に無くした友人、フレデリック（下記のフレディとは別人）を蘇らせるため行動しており、その経緯で生まれたレナに対しては複雑な思いがある模様。
ナタリー･タウンゼント
レナの母親。身長170cm前後で、外見が35歳。女手一つでレナを育ててきた。家にいない事が多いが、娘には優しい。正体は『聖女アーシュラ』と呼ばれた優秀な祓い手。140年前に央魔の血をすすり村から追放された。その血の力を求めて自ら央魔を作り出すべく、アーウィンと手を組み央魔＝レナを作り出した。
全ては血を欲しての行動だったが、レナの事は大切に思っていた様子。
フレデリック・オーゼンナート
通称フレディ。12歳。グレーの髪と瞳を持つ謎の少年。初代の再来と言われる優秀な祓い手。言動が非常にしっかりしているが、年相応の面もある。開かずの修道院に迷い込んだレナと会って以来、何かと彼女を助けてくれる。
アーウィンの過去の友人、フレデリックの子孫で名前もそのご先祖から貰ったもの。

## 用語
冥使（めいし）
本作における吸血鬼の総称。自在に伸びる舌と真っ赤な瞳が特徴。その舌で意図的に他の人間または動物の血を啜ったり自らの血を注ぎ込むことができる。生まれつき冥使として生まれてくる上級冥使（純血種）と、人間が他の冥使に血を注ぎ込まれて変化する下級冥使（雑種）が存在する。どちらも生まれたときには人間と変わらぬ容姿と人格を持っている。舌を切断されても再生するが、首を落とされると死亡する。アルブム銀や十字架や銃弾、作中に出てくるカード（護符）やコインなどに弱い。普通、人間の女性から生まれる。
上級冥使（純血種）
生まれながらにして冥使となる定めを背負ったもの。生まれたばかりは普通の人間と変わらないが、ある日「自分は人間ではない」と気付き、覚醒する。普通は理性を持ち合わせているが、あらゆることに酷く無関心なのが普通。冥使だからといって仲間意識を持つこともない。人間に擬態したり催眠をかける力を持つ。
下級冥使（雑種）
人間が冥使（上級・下級どちらでも）に入蝕され冥使に変化したもの。普通、理性が無くなり、冥使の本能だけになる。しかし起きたばかりのときはかろうじて理性が残っている。
央魔（おうま）
冥使以上に特別な存在。生まれたばかりの時は普通の人間と代わらないが、ある程度育つと普通、脳内で自我が対立し、2つの自我を意識できるようになる。融合するまでは「央魔のヒナ」と呼ばれる。融合のときが来て、劣位性質（人間としての性質）が、優位性質（冥使としての性質）を制すると央魔となる。逆に優位性質が劣位性質を制すると普通の冥使となる。融合に失敗すると、その身はやがて腐りゆくだけの肉の塊となる。央魔の血は人間にも冥使にも特別なものとされ、得たものには絶大な力が備わる。しかし央魔自信は非力なため、他の上級冥使に授血して守り役を作り出し、自らの身を守らせる。本来は人間の女性から普通の子供として生まれてくるが、アーシュラとアーウィンは墓土と骨、血を使いレナを人工的に作り出した。
過去にその血を狙って多くが狙われたため、央魔の血を啜ることはもちろん、央魔自身が守り役以外の人間・冥使に授血することは固く禁止されている。現在は央魔になった者は村で保護下に置かれ、同時に監視下に置かれる。
守り役
央魔に授血された上級冥使。非力である央魔を守る。主人である央魔の血に縛られた冥使。
入蝕（にゅうしょく）/授血（じゅけつ）
冥使や央魔が相手に血を注ぎ込む事。冥使（上級・下級どちらでも）に血を注がれ、その血で侵されることを入蝕と呼ぶ。人間が入蝕されると下級冥使として覚醒する。央魔が血を注ぐ事を授血と呼ぶ。央魔が血を注いだ上級冥使はその央魔に逆らう事はできなくなる（守り役）。
祓い手
冥使を祓う立場の人。フレディも祓い手である。
村（むら）
祓い手の集う組織。森の奥深くに本拠地がある。フレディもここに属している。フレディはここの次期大老師。数名の央魔もいる。
死人門
地下道の途中にある、ふたつの死体を向かい合わせにしてその首に赤い縄を渡したもの。冥使などの穢れはこれを通り越すことができない。これを越えると急に腐臭が強くなる。境界線のようなもの。
開かずの修道院
湖の中に立つ、今は使われていない廃院。一度入った者は出られないという噂がある。ここにリズやマシューを放り込んだのはアーウィンで、アーシュラにそれを薦めたのも彼。実はレナから引き剥がされた、レナの影のエサ場となっており、影は生まれてすぐにここへ閉じ込められた。そこで7年もの間、血を啜り続ける事を強制され、影は血に狂ってしまった。そして7年後、影にとっても14歳の誕生日である日にレナを呼べと強制され、そのままにレナを呼び求め続けた。しかし本当はレナに興味があっただけで、敵意はなかった模様。ただ暖かさに触れてみたかった、だけのようだ。
呪文
祓い手が唱える呪文。
『彼の行く手に茜と山査子のトゲがあらんことを』
祓い手が幸運を祈る呪文。
『トリよ、トリよ　このしろがねの礫（つぶて）はお前をさえぎる　越ゆること能（あた）わず』
白い砂を取り出しながら唱えた呪文。冥使などの穢れを足止めする。
アルブム銀
冥使が最も嫌う金属。アルブム銀製のナイフ2本でも動けなくなる。
護符
フレディがレナに渡したカード。7角の星と翼のある生物と薔薇が書かれている。このカードを当てられた冥使が火傷のようなものを負ったり、己の額につけていると冥使の眼からは見えなくなる。
コイン
冥使に投げて使う。アルブム銀で作られたもの。一度使うと真っ黒こげになる。
杭
冥使に突き刺すのに使う。茜か山査子の幹で作ったもの。
青い壺
アーウィンが所有する壺。中には、白と飴色の塊がつまっている＝初代フレデリックの骨と墓土。